# ثقب وجني وجهي
السطح الخدي للعظم الوجني محدب وتخترقه بالقرب من منتصفه (مركزه) فتحة صغيرة تدعى الثقب الوجني الوجهي (بالإنجليزية: zygomaticofacial foramen)‏ يمر عبره العصب الوجني الوجهي (بالإنجليزية: zygomaticofacial nerve)‏ وكذلك الأوعية الدموية الوجنية الوجهية.تحت هذا الثقب هناك ارتفاع طفيف في العظم هو السبب في بروز الوجنة (بالإنجليزية: zygomaticus)‏.